# Philippos (Sohn des Alexandros I.)
Philippos (altgriechisch Φίλιππος Phílippos; † vor 429 v. Chr.) war einer von fünf Söhnen des Königs Alexander I. von Makedonien aus der Argeadendynastie. 
Beim Tod des Vaters um 450 v. Chr. wurden Philippos und seinem Bruder Alketas (II.) je ein autonomes Teilfürstentum (archai) des makedonischen Königreichs, dessen König der älteste Bruder Perdikkas II. wurde, zugewiesen. Der Darstellung des Thukydides ist zu entnehmen, dass sich das Fürstentum des Philippos am unteren Axios (Vardar), an der Grenze des makedonischen Herrschaftsbereichs in Paionien zu den Gebieten der Thraker, befunden hat, mit Eidomene, Gortynia und Atalante als namhaften Städten. Philippos hatte zwei Söhne, Amyntas († nach 429 v. Chr.) und Agerrhos († nach 423/2 v. Chr.).
Perdikkas II. scheint die Erbverfügung des Vaters schon kurz nach seinem Herrschaftsantritt verworfen zu haben, indem er die direkte Herrschaft über die archai seiner Brüder herstellte. Während sich der als trunksüchtig geltende Alketas (II.) darin fügte, setzte sich Philippos mit Waffengewalt gegen seinen Bruder zur Wehr. Er verbündete sich dazu 433 v. Chr. mit Derdas I., dem Fürsten von Elimiotis, und kurz darauf auch mit Athen. Dennoch verlor er sein Reich und hielt sich beim Beginn des Peloponnesischen Krieges als vertriebener Fürst bei den Athenern auf.
Spätestens 429 v. Chr. war Philippos gestorben, da in diesem Jahr der Thrakerkönig Sitalkes die Städte seines ehemaligen Fürstentums eroberte, die er an Philippos’ Sohn Amyntas zu übergeben beabsichtigte. Allerdings einigten sich Sitalkes und Perdikkas II. später auf einen Frieden, in dem das ehemalige Philippos-Fürstentum unter der Herrschaft des Makedonenkönigs verblieb.